# Station Marstein
Station Marstein is een spoorwegstation in  Marstein in de gemeente Rauma in Noorwegen. Het station, uit 1924, is ontworpen door Gudmund Hoel en Bjarne Friis Baastad. Marstein ligt aan Raumabanen. Het station werd in 1990 gesloten. Sinds 2012 is het weer beperkt geopend. 's Zomers stopt de toeristentrein tussen Åndalsnes en Bjorli bij het station.